# Vidra (Vrancea)
Vidra é uma comuna romena localizada no distrito de Vrancea, na região de Moldávia. A comuna possui uma área de 121.20 km² e sua população era de 7568 habitantes segundo o censo de 2007.